# 랫츠 & 스타
랫츠 앤 스타(ラッツ&スター, RATS & STAR)는 일본의 남성 가수 그룹이다. 구와노 노부요시를 빼서 모두가 얼굴을 검게 바르고 있는 것으로 알려져 있다.

## 약력
1975년 두왑을 좋아하는 스즈키 마사유키, 다시로 마사시, 구와노 노부요시 등이 모여 샤넬즈(CHANELS)를 결성하였다. 그러나 결성한 뒤 잠시 동안은 두왑이 세상에서는 꽤 인정 받지 못해 고생하였지만 야마시타 다쓰로(山下達郎)에겐 일찍부터 인정을 받고 있었다.
1977년에는 야마하가 주최한 당시 최고봉의 아마추어 밴드 콘테스트이던 "East West '77"에 출장해 결승 대회까지 진출하고 상을 탔다. 그 콘테스트의 결승 대회에는 사잔오루스타즈(입상)나 캐시오피아(우수 그룹)가 출장해 프로에의 발판을 만들었다.
1980년에 데뷔했다. 데뷔 싱글의 "런어웨이"(ランナウェイ)는 밀리언 셀러를 기록했다. 그들은 구두약을 얼굴에 바르는 것으로 블랙 뮤직의 분위기를 냈다. 그것이 이야기돼서 일약 인기 그룹이 된다. 또 "두왑은 무엇일까?"라고 음악 잡지로도 다루어지는 등 일본에 두왑 붐을 야기한다. 동년과 다음해에는 로스앤젤레스의 명문 라이브 하우스인 "위스키 어 고고"(Whisky A Go-Go)에 2년 연속으로 출연했다.
그러나 다음 싱글인 "투나이트"(トゥナイト)를 발매한 뒤에 보컬 멤버 한 명와 밴드 멤버 네 명에 의해 공연에서의 미성년 소녀에 대한 음행 사건이 표면화되고 장기 근신을 피할 수 없게 된다.
1983년 프랑스의 고급 브랜드인 샤넬로부터 말이 붙었기 때문에 그룹 이름을 변경했다. "안녕히 가세요 샤넬즈 페어" 개최에 수반해 샤넬즈로서의 활동을 종료해 랫츠 앤 스타에 개명했다. (샤넬즈 시대의 앨범은 그 뒤에 샤넬즈의 영어 표기를 SHANELS로서 변경되었다.) 랫츠 앤 스타로서의 데뷔 싱글인 "메반의 사람"(め組のひと)은 80만 장을 판매했다.
새 그룹 이름인 "RATS & STAR"는 "시궁쥐들과 별"을 의미해 거꾸로 읽어도 "RATS & STAR"가 된다. 그것은 변두리 태생의 시궁쥐들이 두왑을 노래하면 RATS가 뒤집혀 STAR가 되었다는 것이 본의이다.
또 같은 해 7월 24일에는 "ALL NIGHT NIPPON SUPER FES. '83"에 출연해 오타키 에이이치(大瀧詠一), 사잔 오루 스타즈(サザンオールスターズ)와 경연했다. 마지막으로 "올드랭사인"(일본어 타이틀 "개똥벌레의 빛", 螢の光)과 사카모토 규(坂本九)의 "위를 향해 걷자"(上を向いて歩こう)를 세션했다.
1984년 후지 텔레비전에서 월요일부터 금요일까지 방송하던 5분짜리 미니 프로그램인 "만화톳 '84"에 고정 출연했다.
1985년 도쿄 아카사카의 히에 신사(日枝神社)에서 멤버 5 명이 합동 결혼식을 올려서 이야기됐다. 결혼식 당일 신부를 거느리고 후지 텔레비전의 음악 프로그램 "밤의 히트 스튜디오 DELUXE"에 출연했다.
1986년 스즈키의 친언니인 스즈키 기요미(鈴木聖美)와 "스즈키 기요미 with RATS & STAR"로서 발매한 듀엣 송 "론리 채플린"(ロンリーチャップリン)이 대히트했다. 후에 가라오케의 듀엣 송으로서 정평이 된다. 그 뒤 리더인 스즈키 마사유키가 솔로 데뷔에 따라서 랫츠 앤 스타는 활동을 한동안 쉬었다.
1996년에 오타키 에이이치 프로듀스의 싱글 "꿈에서 만나면"(夢で逢えたら)을 발매함과 동시에 전국 투어를 감행했다. 동년 이 노래로 NHK가요홍백전에 첫 출장했다.
구와노 자신이 니혼 텔레비의 음악 프로그램인 "THE 밤도 힛파레"로 랏트를 활동 재개하는 것을 말했지만 다시로의 체포로 이야기가 없어진 것 같다. 그러나 그 이후도 구와노는 "해산한 것이 아니고, 만약 활동을 재개하면 재결성은 아니고 재집결이다"(解散したわけではなく、もし活動を再開するのであれば再結成ではなく再集結である)라고 말하고 있다.
2006년 4월 19일에 그들은 고스펠라스(ゴスペラーズ)의 멤버인 무라카미 데쓰야(村上てつや), 사카이 유지(酒井雄二)와의 콜라보레이션으로 "고스펠랫츠"(ゴスペラッツ)로서 앨범을 발매하는 것이 결정되어 있다.

## 멤버
- 스즈키 마사유키(鈴木雅之) : 리드 보컬 담당. 2006년 현재도 솔로 가수로서 활약 중.
- 다시로 마사시(田代まさし) : 테너 보컬 담당. 폐를 끼치는 행위 방지 조례 위반(도촬), 각성제 사용 등의 죄를 추궁받아, 유죄판결을 접수 연예계 은퇴.
- 구와노 노부요시(桑野信義) : 트럼펫, 보컬 담당. 2006년 기준으로는 탤런트로서 활동중. 스즈키의 솔로 투어에도 참가. 유일, 그는 얼굴을 검게 바르지 않지만, 이것은 그룹에 대하고, 구와노 자신만이 백인이라고 하는 설정을 위해이다.
- 사토 요시오(佐藤善雄) : 베이스 보컬 담당. 2006년 기준으로, 인디즈 라벨 "파일 레코드"(ファイルレコード)의 사장.
- 구보키 히로유키(久保木博之) : 테너 보컬 담당.
- 이즈모 료이치(出雲亮一) : 기타, 보컬 담당.
- 신보 기요타카(新保清孝) : 드럼, 보컬 담당.

결성시는 열 명였지만, 어느새인가 세 명 탈퇴해 상기의 일곱 명이 되었다.

## 샤넬즈 시대의 싱글
| 타이틀                   | 의미                | 발매년 |
| ------------------------ | ------------------- | ------ |
| ランナウェイ             | 런어웨이            | 1980년 |
| トゥナイト               | 투나이트            | 1980년 |
| 街角トワイライト         | 길거리 트와이라이트 | 1981년 |
| ハリケーン               | 허리케인            | 1981년 |
| 涙のスウィート・チェリー | 눈물의 스위트 체리  | 1981년 |
| ラブ・ミー・ドゥ         | 러브 미 두          | 1981년 |
| 憧れのスレンダー・ガール | 동경의 슬렌더 걸    | 1982년 |
| サマー・ホリデー         | 서머 할리데이       | 1982년 |
| もしかして I LOVE YOU    | 혹시 I LOVE YOU     | 1982년 |
| 週末ダイナマイト         | 주말 다이너마이트   | 1982년 |

## 랫츠 앤 스타 시대의 싱글
| 타이틀                        | 의미                    | 발매년 |
| ----------------------------- | ----------------------- | ------ |
| め組のひと                    | 메반의 사람             | 1983년 |
| Tシャツに口紅                 | 티셔츠에 립스틱         | 1983년 |
| 今夜はフィジカル              | 오늘 밤은 피지컬        | 1983년 |
| 月下美人 ムーンライト・ハニー | 월하 미인 문라이트 허니 | 1984년 |
| グラマーGuy                   | 글래머 Guy              | 1984년 |
| 唇にナイフ                    | 입술에 나이프           | 1984년 |
| マドンナはお前だけ            | 마돈나는 너만           | 1985년 |
| レディ・エキセントリック      | 레이디 익센트릭         | 1985년 |
| ロンリーチャップリン ※        | 론리 채플린             | 1986년 |
| 夢で逢えたら                  | 꿈에서 만나면           | 1996년 |

※ "스즈키 기요미 & RATS & STAR"로서 발매

### 오리지널 앨범
샤넬즈 시대
| 타이틀                            | 의미              | 발매년 |
| --------------------------------- | ----------------- | ------ |
| Mr.ブラック                       | Mr. 블랙          | 1980년 |
| Heart & Soul                      |                   | 1981년 |
| LIVE AT WHISKY GO GO(라이브 앨범) |                   | 1981년 |
| Hey!ブラザー                      | Hey! 부라더       | 1981년 |
| SOUL SHADOWS                      |                   | 1982년 |
| ダンス!ダンス!ダンス!             | 댄스! 댄스! 댄스! | 1982년 |

랫츠 앤 스타 시대
| 타이틀                             | 발매년 |
| ---------------------------------- | ------ |
| SOUL VACATION                      | 1983년 |
| SEE THROUGH                        | 1984년 |
| RATS ENTERTAINMENT SING!SING!SING! | 1985년 |

### 베스트 앨범
샤넬즈 시대
| 타이틀             | 의미          | 발매년 |
| ------------------ | ------------- | ------ |
| シャネルズ・ベスト | 샤넬즈 베스트 | 1981년 |
| シャネルズ・ベスト | 샤넬즈 베스트 | 1982년 |

랫츠 앤 스타 시대
| 타이틀            | 발매년 |
| ----------------- | ------ |
| 14 CARATS         | 1984년 |
| BACK TO THE BASIC | 1996년 |
| THE LEGEND        | 2003년 |

## 같이 보기
- en:Wikipedia:WikiProject_Rats_&_Star (랫츠 앤 스타의 위키프로젝트)